# 대학기본역량진단
대학기본역량진단(大學基本力量診斷)은 한국교육개발원 산하 대학역량진단센터에서 실시하는 대학 정원 감축을 목적으로 하는 문재인 정부의 대학 평가 방식의 명칭이다. 앞서 박근혜 정부에서 실시한 대학구조개혁평가의 2차 평가를 명칭과 몇몇 방식을 바꾸어 실시하는 것이다. 대학구조개혁평가는 지역으로 나누지 않고 전국에 걸쳐서 평가를 했으나, 지방대학을 보호한다는 이유로 권역별 평가를 한다.

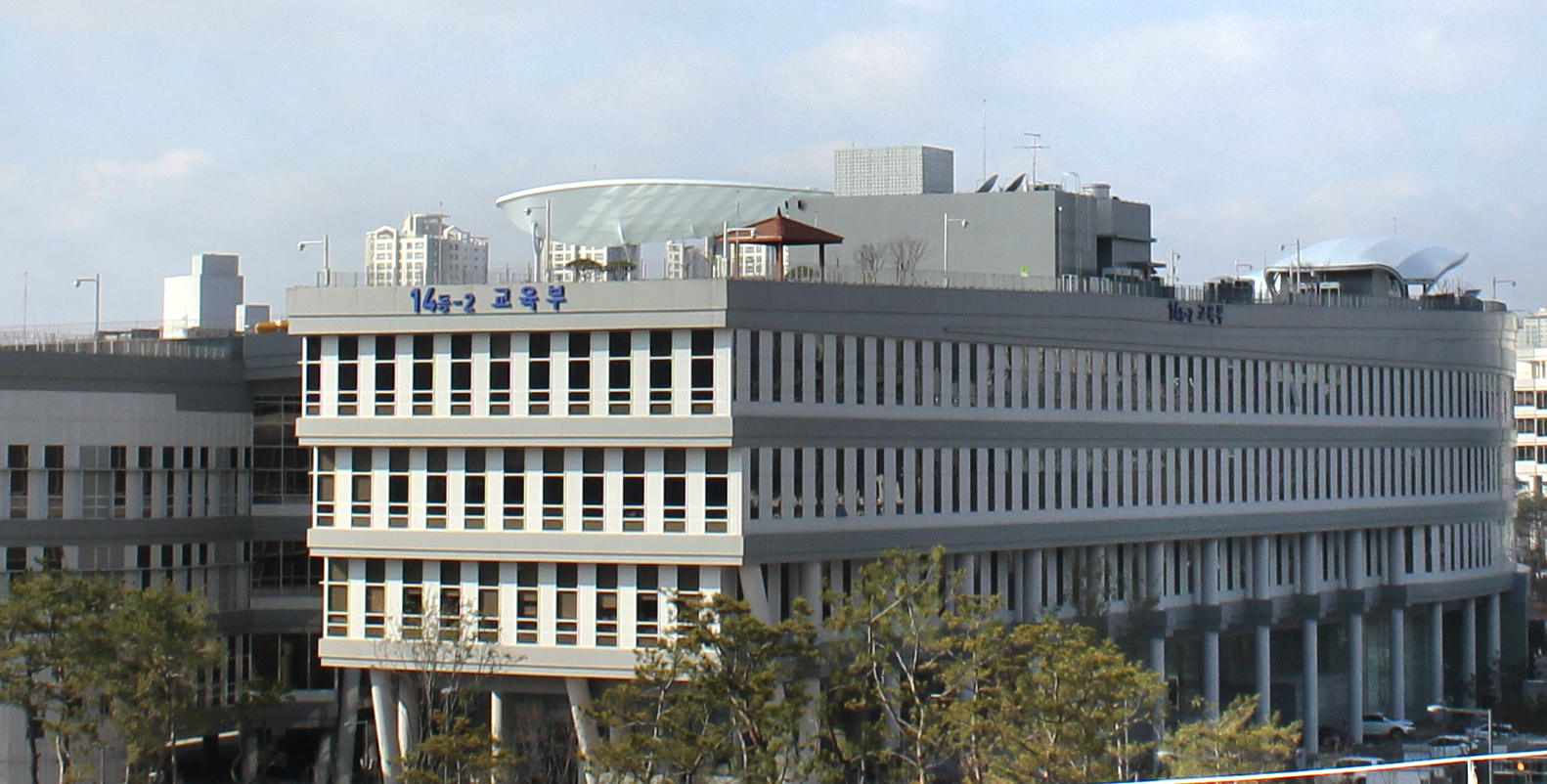
대학역량진단센터와 함께 평가를 주관하는 교육부

## 진단 대상
대학기본역량진단은 「고등교육법」 제2조 중 제1호(대학), 제2호(산업대학), 제4호(전문대학)에 해당하는 학교를 대상으로 한다. 따라서 이 외에 해당하는 교육대학, 방송통신대학, 사이버 대학, 기술대학, 각종학교 등은 진단 대상에서 제외한다. 진단 대상 유형에 해당함에도 교육 당국과 정책적으로 인정되는 사례로 아래 대학 유형 혹은 일부 대학은 평가에서 제외한다.

### 국립 대학 중 제외
| 일반대학 3개 대학                      |
| -------------------------------------- |
| 한국교원 한국전통문화 한국체육 [ * 1 ] |
| 전문대학 1개 대학                      |
| 한국농수산                             |

위 조항에 해당되는 학교이지만, 한국전통문화대학교, 한국농수산대학 등은 소관 기관이 각각 교육부가 아닌 문화재청과 농림축산식품부 이기 때문에, 평가 대상이 아니다. 한국교원대학교의 경우, 특별 법령인 「한국교원대학교 설치령」으로 설립되었으며, 교원양성기관역량진단으로 기관 평가를 받기 때문에, 대학기본역량진단 평가 대상에서 제외된다. 교육대학 역시 교원양성기관역량진단 평가 대상이므로 제외하며, 원격대학은 평가 대상이 아니다. 각종학교인 한국예술종합학교 역시 평가 대상에 들어가지 않는다.
한국체육대학교는 대학에서 신청하고, 교육 당국에서 받아들여 지정한 ‘체제가 개편된지 2년이 지나지 않은 대학’과, ‘종교·예술 중심 대학’ 등의 유형에 하단에 서술할 사립 대학 29개 대학과 함께 지정되어 평가 대상에서 제외되었고, 역량강화대학과 동등한 취급을 받는다.

### 사립 대학 중 제외
| 일반대학 33개 대학 |
| --- |
| 감리교신학 [ * 1 ] 경주 [ * 2 ] 광신 [ * 1 ] 광주가톨릭 [ * 1 ] 금강 [ * 2 ] 대구예술 [ * 1 ] [ * 2 ] 대신 [ * 1 ] 대전가톨릭 [ * 1 ] 대전신학 [ * 1 ] 서울기독 [ * 2 ] 서울신학 [ * 1 ] 서울장신 [ * 1 ] 수원가톨릭 [ * 1 ] 신경 [ * 2 ] 신한 [ * 1 ] 아신 [ * 1 ] 영남신학 [ * 1 ] 영산선학 [ * 1 ] 예원예술 [ * 1 ] [ * 2 ] 용인 [ * 1 ] 인천가톨릭 [ * 1 ] 장로회신학 [ * 1 ] 제주국제 [ * 2 ] 중앙승가 [ * 1 ] 창신 [ * 1 ] 총신 [ * 1 ] 추계예술 [ * 1 ] 침례신학 [ * 1 ] 칼빈 [ * 1 ] 한국국제 [ * 2 ] 한려 [ * 2 ] 한일장신 [ * 1 ] 호남신학 [ * 1 ] |
| 전문대학 12개 대학 |
| 강원관광 [ * 2 ] 고구려 [ * 2 ] 광양보건 [ * 2 ] 대덕 [ * 2 ] 두원공과 [ * 2 ] 부산과학기술 [ * 2 ] 부산예술 [ * 1 ] 백제예술 [ * 1 ] 서라벌 [ * 2 ] 영남외국어대학 [ * 2 ] 웅지세무 [ * 2 ] 한국골프 [ * 1 ] |

1. 1 2 3 4 5 6 7 8 9 10 11 12 13 14 15 16 17 18 19 20 21 22 23 24 25 26 27 28 29 30  2018년 1주기 미신청
2. 1 2 3 4 5 6 7 8 9 10 11 12 13 14 15 16 17 18  2021년 2주기 제외

사립 대학 중 제외 대상 학교는, 교육 당국에서 지정한 유형으로, 대학이 ‘체제가 개편된지 2년이 지나지 않은 대학’과, ‘종교·예술 중심 대학’ 등은 평가 대상에서 제외했고, 해당되는 30개 대학은 평가 여부와 상관 없이 역량강화대학과 동등한 취급을 받는다.
2021년, 2주기 평가 시 제외된 학교들은 재정지원제한대학 기선정 학교로들로, 2022년부터 2024년경까지 재정 지원이 제한된다. 이에 따라 교육부 등은 각 선정 대하여 2주기 평가를 실시하지 않았고, 이 대학들은 일반재정지원 미선정 대학으로 취급을 받는다.

## 목적
대학기본역량진단은 저출산, 고령화로 인한 학령인구의 인구절벽으로 인한 미충원 등에 대처하고, 양적 성장에 치우친 고등교육의 질적 수준 제고가 시급하다는 판단과, 대학 경쟁력의 큰 요인중 하나인 재정지원을 양질의 대학에 집중하여, 대학 경쟁력을 강화시키기 위한 목적으로 실시된다.
국립 대학은 기초학문 보호 및 육성, 지역발전 등 공공성 강화에 중점을 두고, 사립 대학의 경우 자율성이 높은 재정지원을 통해 교육여건을 개선하고자 하는 목적으로 실시된다.

## 1차 진단
다음 문단은 2018년 이루어진 대학기본역량진단에 대하여 다룬다.

### 진단 상세
기본적으로 1단계와 2단계 평가로 나누어 대학역량진단센터에서 제시하는 정성지표를 가지고 심사위원이 각 학교를 평가한다. 1단계 평가의 경우 전국의 대학을 각 권역별로 나누어 평가하며, 상위 60%의 대학이 자율개선대학에 선정된다. 그렇지 못한 대학의 경우 2단계 평가를 받게 되는데, 2단계 평가는 지역별로 나누지 않고 일괄적으로 평가하여 일정 수준의 정원 감축과 일부 재정지원 사업 참여를 제한하는 역량강화대학과, 상당한 수준의 정원 감축과, 재정지원 사업 참여가 전면적으로 제한되는 등 불이익이 큰 재정지원제한대학으로 선정된다. 물론, 정성지표상의 수치가 큰 경우 2단계 평가 대상 대학도 자율개선대학에 선정될 수 있다.
| 부분             | 정원감축    | 재정지원                                                           |
| ---------------- | ----------- | ------------------------------------------------------------------ |
| 자율개선대학     | (해당 없음) | - 일반 재정지원 가능(2019~2021) - 특수목적 사업 신청 가능          |
| 역량강화대학     | 권고        | - 일반재정지원 제한, 특수목적지원 가능 - 특수목적 사업 신청 가능   |
| 재정지원제한대학 | 권고        | - 일반재정지원, 특수목적지원 전면 제한 - 특수목적 사업 신청 불가능 |

자율개선대학의 경우 지역발전을 선도하는 대학으로 육성하는 것을 목적으로 하며, 역량강화대학의 경우 적정 수준의 정원 감축과 분야별 특성화를 꾀한다. 재정지원제한대학의 경우 강도 높은 구조조정 등을 통해 대학 운영의 정상화를 이끌어내는 것을 목표로 한다.

### 진단 항목 및 지표
다음은 진단의 상세 정성 지표이다. 아래 도표에는 진단항목만 표시했으며, 실제로는 각 진단항목에 따라 상세 진단 지표가 존재한다. 일반대학과 전문대학의 정성지표는 구분되며, 세세한 차이가 있다.
| 일반대학 정성 지표             | 일반대학 정성 지표 | 일반대학 정성 지표 |
| 단계                           | 진단 지표          | 배점               |
| ------------------------------ | ------------------ | ------------------ |
| 1단계                          |                    |                    |
| 발전 계획 및 성과              | 2                  |                    |
| 교육 여건 및 대학운영의 건전성 | 21                 |                    |
| 수업 및 교육과정 운영          | 20                 |                    |
| 학생 지원                      | 16                 |                    |
| 교육 성과                      | 16                 |                    |
| 2단계                          |                    |                    |
| 전공 및 교양 교육과정          | 11                 |                    |
| 지역 사회 협력·기여            | 5                  |                    |
| 대학 운영의 건전성             | 9                  |                    |

| 전문대학 정성 지표             | 전문대학 정성 지표 | 전문대학 정성 지표 |
| 단계                           | 진단 지표          | 배점               |
| ------------------------------ | ------------------ | ------------------ |
| 1단계                          |                    |                    |
| 발전 계획 및 성과              | 6                  |                    |
| 교육 여건 및 대학운영의 건전성 | 15                 |                    |
| 학사운영                       | 10                 |                    |
| 산학협력                       | 8                  |                    |
| 학생 지원                      | 17                 |                    |
| 교육 성과                      | 19                 |                    |
| 2단계                          |                    |                    |
| 전공 및 교양 교육과정          | 12                 |                    |
| 지역 사회 협력·기여            | 3                  |                    |
| 대학 운영의 건전성             | 10                 |                    |

이에 따라 2018년 6월경, 대학역량진단센터는 각 대학에 (잠정)자율개선대학 명단을 통보했으며, 전체 평가 대상 중 207개교가 자율개선대학에 선정되었다. 교육부에서는 1단계 심의 결과와 최종 결과가 다를 수 있고 낙인효과 때문에 대학들이 2단계 평가 준비에 지장이 있을 우려가 있다며 대학 실명을 모두 공개하기 어렵다고 밝혔다.

### 진단 결과
아래 자율개선대학 등의 명단은 2018년 8월 23일, 대학역량진단센터와 교육부 등에서 각 대학에 통보한 잠정 결과를 토대로 작성되었다.
자율개선대학으로 약 207개교가 선정되었으며, 86개교 등은 역량강화대학 및 재정지원제한대학으로 선정되어 정원감축 등 불이익을 받을 예정이다. 8월 23일 공개된 결과를 토대로, 대학별 이의신청을 거쳐 8월 말 최종 확정되었다.
예비명단에서는 수원대학교, 평택대학교, 목원대학교, 경인여자대학교 등이 예비자율개선대학에 포함되고 배재대학교, 우송대학교, 영산대학교, 한양여자대학교 등은 2단계 진단 대상이었으나 대학총장이나 이사진 에 대한 교육부 징계, 형사처벌 등 이력을 감점해 뒤바뀌었다. 교육부는 감점으로 강등된 대학이 소송을 통혜 감점사유가 취소되면 감점 이전의 등급으로 복귀시킨다 밝혔다.
수원대학교는 문제의 징계가 교육부에 대한 가처분으로 효력이 정지된 만큼 현재 발표에 적용하는 건 부당해 이의를 냈고 소송을 낼 예정이라 밝혔다.

#### 일반대학
| 수도권 50개 대학 |
| --- |
| 가천 · 가톨릭 · 강남 · 건국 · 경기 · 경희 · 고려 · 광운 · 국민 ·단국 · 대진 · 동국 · 동덕여자 · 루터 · 명지 · 삼육 · 상명 · 서강 · 서경 · 서울과학기술 · 서울 · 서울시립 · 서울여자 · 성결 · 성공회 · 성균관 · 성신여자 · 세종 · 숙명여자 · 숭실 · 아주 · 안양 · 연세 · 이화여자 · 인천 · 인하 · 을지 · 중앙 · 차의과학 · 케이씨 · 한국산업기술 · 한국성서 · 한국외국어 · 한국항공 · 한성 · 한세 ·한신ㆍ 한양 · 한양 (ERICA) · 협성 · 홍익 |
| 충청권 24개 대학 |
| 건국 (글로컬) · 고려 (세종) · 공주 · 꽃동네 · 나사렛 · 대전 · 배재 · 백석 · 서원 · 선문 · 세명 · 순천향 · 우송 · 중부 · 청주 · 충남 · 충북 · 한국교통 · 한국기술교육 · 한남 · 한밭 · 한서 · 호서 |
| 대구·경북·강원권 16개 대학 |
| 강릉원주 · 강원 · 경북 · 경운 · 경일 · 계명 · 금오공과 · 대구가톨릭 · 대구 · 대구한의 · 동국 (경주) · 안동 · 영남 · 포항공과 · 한동 · 한림 |
| 부산·울산·경남권 15개 대학 |
| 경남 · 경상 · 경성 · 고신 · 동명 · 동아 · 동의 · 부경 · 부산가톨릭 · 부산 · 부산외국어 · 신라 · 영산 · 울산 · 창원 |
| 호남·제주권 15개 대학 |
| 광주 · 광주여자 · 군산 · 동신 · 목포가톨릭 · 목포 · 목포해양 · 원광 · 전남 · 전북 · 전주 · 제주 · 초당 · 호남 · 호원 |

| 수도권 6개 대학                                      |
| ---------------------------------------------------- |
| 덕성여자 · 서울기독 · 서울한영 · 수원 · 평택 · 한경  |
| 충청권 7개 대학                                      |
| 건양 · 극동 · 남서울 · 목원 · 유원 · 중원 · 청운     |
| 대구·경북·강원권 6개 대학                            |
| 가톨릭관동 · 경동 · 동양 · 연세 (미래) · 위덕 · 한라 |
| 부산·울산·경남권 4개 대학                            |
| 경남과학기술 · 동서 · 인제 · 한국해양                |
| 호남·제주권 7개 대학                                 |
| 남부 · 세한 · 송원 · 순천 · 예수 · 우석 · 조선       |

| 수도권 1개 대학           |
| ------------------------- |
| 신경                      |
| 충청권 1개 대학           |
| 금강                      |
| 대구·경북·강원권 3개 대학 |
| 김천 · 상지 경주          |
| 부산·울산·경남권 3개 대학 |
| 가야 부산장신 · 한국국제  |
| 호남·제주권 2개 대학      |
| 제주국제 · 한려           |

#### 전문대학
| 수도권 24개 대학 |
| --- |
| 경기과학기술대학교 · 경민대학교 · 경복대학교 · 농협대학교 · 대림대학교 · 동남보건대학교 · 동서울대학교 · 동아방송예술대학교 · 동양미래대학교 · 동원대학교 · 부천대학교 · 삼육보건대학교 · 서울여자간호대학교 · 서일대학교 · 신구대학교 · 안산대학교 · 여주대학교 · 연성대학교 · 유한대학교 · 인천재능대학교 · 인하공업전문대학 · 한국관광대학교 · 한국복지대학교 · 한양여자대학교 |
| 강원·충청권 18개 대학 |
| 강동대학교 · 강원도립대학교 · 대덕대학교 · 대원대학교 · 대전과학기술대학교 · 대전보건대학교 · 백석문화대학교 · 신성대학교 · 아주자동차대학 · 연암대학교 · 우송정보대학 · 충남도립대학교 · 충북도립대학 · 충북보건과학대학교 · 충청대학교 · 한국영상대학교 · 한림성심대학교 · 혜전대학교                                                                                           |
| 대구·경북권 16개 대학 |
| 가톨릭상지대학교 · 경북도립대학교 · 경북보건대학교 · 경북전문대학교 · 계명문화대학교 · 구미대학교 · 대경대학교 · 대구과학대학교 · 대구보건대학교 · 문경대학교 · 선린대학교 · 수성대학교 · 안동과학대학교 · 영남이공대학교 · 영진전문대학교 · 호산대학교 |
| 부산·울산·경남권 13개 대학 |
| 거제대학교 · 경남도립남해대학 · 경남정보대학교 · 동원과학기술대학교 · 동의과학대학교 · 동주대학교 · 마산대학교 · 부산과학기술대학교 · 부산여자대학교 · 연암공과대학교 · 울산과학대학교 · 창원문성대학교 · 춘해보건대학교 |
| 호남·제주권 16개 대학 |
| 광주보건대학교 · 군장대학교 · 기독간호대학교 · 동강대학교 · 서영대학교 · 순천제일대학교 · 원광보건대학교 · 전남과학대학교 · 전남도립대학교 · 전북과학대학교 · 전주기전대학 · 전주비전대학교 · 제주관광대학교 · 제주한라대학교 · 조선이공대학교 · 청암대학교 |

| 수도권 16개 대학 |
| --- |
| 경인여자대학교 · 계원예술대학교 · 국제대학교 · 김포대학교 · 명지전문대학 · 배화여자대학교 · 서정대학교 · 수원과학대학교 · 수원여자대학교 · 숭의여자대학교 · 신안산대학교 · 오산대학교 · 용인송담대학교 · 인덕대학교 · 장안대학교 · 청강문화산업대학교 |
| 강원·충청권 5개 대학 |
| 강릉영동대학교 · 강원관광대학교 · 상지영서대학교 · 송곡대학교 · 송호대학교 |
| 대구·경북권 4개 대학 |
| 경북과학대학교 · 대구공업대학교 · 성덕대학교 · 포항대학교 |
| 부산·울산·경남권 6개 대학 |
| 경남도립거창대학 · 김해대학교 · 대동대학교 · 부산경상대학교 · 진주보건대학교 · 한국승강기대학교 |
| 호남·제주권 5개 대학 |
| 군산간호대학교 · 동아보건대학교 · 목포과학대학교 · 조선간호대학교 · 한영대학 |

| 수도권 3개 대학                                |
| ---------------------------------------------- |
| 두원공과대학교 · 서울예술대학교 웅지세무대학교 |
| 강원·충청권 1개 대학                           |
| 세경대학교                                     |
| 대구·경북권 2개 대학                           |
| 서라벌대학교 영남외국어대학                    |
| 부산·울산·경남권 1개 대학                      |
| 동부산대학교                                   |
| 호남·제주권                                    |
| 고구려대학교 광양보건대학교 · 서해대학         |

### 혁신지원사업
대학기본역량진단 결과에 따라 각 일선대학은 교육부와 혁신지원사업 계약 절차에 따라 학교 지원금을 지급 받는다.
| 일반대학 혁신지원사업 신청 대상 일람 | 일반대학 혁신지원사업 신청 대상 일람      | 일반대학 혁신지원사업 신청 대상 일람                           | 일반대학 혁신지원사업 신청 대상 일람 |
| 유형                                 | 진단 결과                                 | 대상 학교                                                      | 비고                                 |
| ------------------------------------ | ----------------------------------------- | -------------------------------------------------------------- | ------------------------------------ |
| I유형                                | 2018년 대학기본역량진단 자율개선대학      | 가천 · 건국 · 강릉원주 · 경남 · 광주 등 120개교                | 자율협약형                           |
| I유형                                | 2018년 교원양성기관역량진단 상위 대학     | 경인교육 · 대구교육 · 전주교육 · 춘천교육 · 한국교원 등 11개교 | 자율협약형                           |
| II유형                               | 2018년 대학기본역량진단 일부 역량강화대학 | 덕성여자 · 가톨릭관동 · 건양 · 순천 · 동서 등 12개교           | 역량강화형                           |

자율협약형의 경우 2018년 자율개선대학으로 선정된 일반대학 120개교와, 2018년 교원양성기관역량진단에서 상위 등급으로 선정된 모든 교육대학과 한국교원대학교가 지원 받을 수 있으며, 자율적으로 대학 예산으로 사용할 수 있도록 배려한다. 이를 통해 일정 수준 이상의 역량을 갖추었다고 판단되는 자율개선대학의 기본역량을 강화하는 성격이 강하다.
역량강화형의 경우 2018년 역량강화대학으로 선정된 일반대학 중 각 권역별 2~3개교가 선정되어 총 12개교가 대상이다. 수도권(덕성여자대학교 · 한경대학교) 2개교, 대전·세종·충청권(건양대학교 · 목원대학교 · 유원대학교) 3개교, 대구·경북·강원권(가톨릭관동대학교, 연세대학교 미래캠퍼스) 2개교, 부산·울산·경남권(동서대학교, 한국해양대학교) 2개교, 호남·제주권(순천대학교, 우석대학교, 조선대학교) 3개교 등이다.
| 전문대학 혁신지원사업 신청 대상 일람 | 전문대학 혁신지원사업 신청 대상 일람                | 전문대학 혁신지원사업 신청 대상 일람                            | 전문대학 혁신지원사업 신청 대상 일람 |
| 유형                                 | 진단 결과                                           | 대상 학교                                                       | 비고                                 |
| ------------------------------------ | --------------------------------------------------- | --------------------------------------------------------------- | ------------------------------------ |
| I유형                                | 2018년 대학기본역량진단 자율개선대학                | 경기과학기술 · 강동 · 가톨릭상지 · 거제 · 광주보건 등 87개교    | 자율협약형                           |
| II유형                               | 2018년 대학기본역량진단 일부 역량강화대학           | 오산 · 성덕 · 강릉영동 · 조선간호 · 경남도립거창대학 등 10개교  | 역량강화형                           |
| III유형                              | 2018년 대학기본역량진단 일부 자율개선대학(컨소시엄) | 여주 (한국관광 협력) · 연암 (대전과학기술, 신성 협력) 등 15개교 | 후진학선도형                         |

전문대학의 혁신지원 사업은 위와 같이 별도로 진행한다.

## 2차 진단
다음 문단은 2021년에 실시된 대학기본역량진단에 대해 다룬다.

### 진단 상세
2021년경 시행된 2차 진단 결과가 8월 17일 공개되었다. 교육부 등은 일반재정지원 선정대학과 일반재정지원 미선정대학 두 부류로 나누어 발표되었으며, 일부 지표를 보완하여 기존 2단계 과정에서 1단계로 간소화하여 실시하였다고 밝혔다.

### 진단 항목 및 지표
다음은 2차 진단의 상세 정성 지표이다. 아래 도표에는 진단항목간 중간 단계의 지표만 표시했으며, 실제로는 각 진단항목에 따라 상세 진단 지표가 존재한다. 일반대학과 전문대학의 정성지표는 구분되며, 세세한 차이가 있다. 또한, 1차 진단과 차이가 있는 것으로 알려졌다.
| 일반대학 평가 중지표 | 일반대학 평가 중지표   | 일반대학 평가 중지표 |
| 유형                 | 진단 지표              | 배점                 |
| -------------------- | ---------------------- | -------------------- |
| 정성                 | 발전 계획              | 2                    |
| 정성                 | 자율지표               | 2                    |
| 정량                 | 전임교원 확보율        | 15                   |
| 정량                 | 교육비 환원율          | 5                    |
| 정량                 | 법인 책무성            | 4                    |
| 정성                 | 구성원 참여 및 소통    | 5                    |
| 정성                 | 교육과정 운영 및 개선  | 20                   |
| 정량                 | 수업 관리 및 학생 평가 | 9                    |
| 정성                 | 학생 학습역량 지원     | 5                    |
| 정성                 | 진로 및 심리상담 지원  | 4                    |
| 정성                 | 취·창업 지원           | 4                    |
| 정성                 | 학생 충원율            | 20                   |
| 정성                 | 졸업생 취업률          | 5                    |
| 13 중지표            | 합계                   | 100                  |

| 전문대학 평가 중지표 | 전문대학 평가 중지표  | 전문대학 평가 중지표 |
| 유형                 | 진단 지표             | 배점                 |
| -------------------- | --------------------- | -------------------- |
| 정성                 | 발전 계획             | 2                    |
| 정성                 | 자율지표              | 2                    |
| 정량                 | 교원 확보율           | 15                   |
| 정량                 | 교육비 환원율         | 5                    |
| 정량                 | 법인 책무성           | 2                    |
| 정량                 | 구성원 참여 및 소통   | 3                    |
| 정량                 | 교육과정 운영         | 18                   |
| 정성                 | 산학협력 활동         | 4                    |
| 정량                 | 수업관리 및 학생 평가 | 9                    |
| 정성                 | 학생 학습역량 지원    | 4                    |
| 정성                 | 진로 및 심리상담 지원 | 3                    |
| 정성                 | 취·창업 지원          | 3                    |
| 정성                 | 학생 충원율           | 20                   |
| 정성                 | 졸업생 취업률         | 10                   |
| 14 중지표            | 합계                  | 100                  |

### 진단 결과

#### 일반대학
| 수도권 51개 대학 |
| --- |
| 가천 가톨릭 강남 건국 경기 경희 고려 광운 국민 단국 대진 덕성여자 동국 동덕여자 루터 명지 삼육 상명 서강 서경 서울과학기술 서울 서울시립 서울신학 서울여자 성결 성균관 세종 숙명여자 숭실 신한 아주 안양 연세 을지 이화여자 인천가톨릭 인천 중앙 차의과학 한경 한국산업기술 한국성서 한국외국어 한국체육 한국항공 한성 한신 한양 한양 (ERICA) 홍익 |
| 충청권 27개 대학 |
| 가톨릭꽃동네 건국 (글로컬) 건양 고려 (세종) 공주 나사렛 남서울 대전 목원 배재 백석 서원 선문 세명 순천향 우송 중부 청운 청주 충남 충북 한국교통 한국기술교육 한남 한밭 한서 호서 |
| 대구·경북·강원권 19개 대학 |
| 강릉원주 강원 경동 경북 경운 경일 계명 금오공과 대구가톨릭 대구 대구한의 동국 (경주) 안동 연세 (미래) 영남 포항공과 한동 한라 한림 |
| 부산·울산·경남권 19개 대학 |
| 경남 경상국립 경성 고신 동명 동서 동아 동의 부경 부산가톨릭 부산 부산외국어 신라 영산 울산 인제 창신 창원 한국해양 |
| 호남·제주권 20개 대학 |
| 광주 광주여자 남부 동신 목포가톨릭 목포 목포해양 송원 순천 예수 우석 원광 전남 전북 전주 제주 조선 초당 호남 호원 |

| 수도권 13개 대학                                                                               |
| ---------------------------------------------------------------------------------------------- |
| 서울기독 [ 14 ] 성공회 성신여자 수원 신경 [ 15 ] 용인 인하 총신 추계예술 케이씨 평택 한세 협성 |
| 충청권 4개 대학                                                                                |
| 극동 금강 [ 15 ] 유원 중원                                                                     |
| 대구·경북·강원권 8개 대학                                                                      |
| 가톨릭관동 경주 [ 15 ] 김천 대구예술 [ 15 ] 대신 동양 상지 위덕                                |
| 부산·울산·경남권 3개 대학                                                                      |
| 가야 부산장신 한국국제 [ 15 ]                                                                  |
| 호남·제주권 6개 대학                                                                           |
| 군산 세한 예원예술 [ 14 ] 제주국제 [ 15 ] 한려 [ 15 ] 한일장신                                 |

#### 전문대학
| 수도권 33개 대학 |
| --- |
| 경기과학기술 경민 경복 경인여자 농협 대림 동남보건 동서울 동양미래 동원 명지전문대학 배화여자 부천 삼육보건 서울여자간호 서울예술 서일 서정 수원여자 신구 안산 여주 연성 오산 용인예술과학 유한 인덕 인천재능 인하공업전문대학 청강문화산업 한국관광 한국복지 한양여자 |
| 강원·충청권 15개 대학 |
| 강원도립 대원 대전과학기술 대전보건 백석문화 신성 아주자동차대학 연암 우송정보대학 충남도립 충북도립 충북보건과학 충청 한국영상 한림성심 |
| 대구·경북권 14개 대학 |
| 가톨릭상지 경북도립 경북보건 경북전문 계명문화 구미 대경 대구과학 대구보건 문경 선린 안동과학 영남이공 영진전문 |
| 부산·울산·경남권 19개 대학 |
| 거제 경남도립거창 경남도립남해 경남정보 김해 대동 동원과학기술 동의과학 동주 마산 부산경상 부산과학기술 부산여자 연암공과 울산과학 진주보건 춘해보건 포항 한국승강기                                                                                                   |
| 호남·제주권 16개 대학 |
| 광주보건 군산간호 군장대학교 목포과학 서영 순천제일 원광보건 전남과학 전북과학 전주비전 제주관광 제주한라 조선간호 조선이공 청암 한영 |

| 수도권 10개 대학                                                                              |
| --------------------------------------------------------------------------------------------- |
| 계원예술 국제 김포 동아방송예술 두원공과 [ 14 ] 수원과학 숭의여자 신안산 웅지세무 [ 15 ] 장안 |
| 강원·충청권 9개 대학                                                                          |
| 강동 강릉영동 강원관광 [ 15 ] 대덕 [ 15 ] 세경 송곡 송호 한국골프 혜전                        |
| 대구·경북권 7개 대학                                                                          |
| 경북과학 대구공업 서라벌 [ 14 ] 성운 수성 영남외국어대학 [ 15 ] 호산                          |
| 부산·울산·경남권 2개 대학                                                                     |
| 부산예술 창원문성                                                                             |
| 호남·제주권 7개 대학                                                                          |
| 고구려 [ 14 ] 광양보건 [ 14 ] 기독간호 동강 동아보건 전남도립 전주기전대학                    |

## 평가

### 긍정
대학기본역량진단 등으로 대학 정원 구조조정을 이뤄낼 수 있다는 점에서 긍정적인 평가를 받기도 한다. 특히 인구 절벽이 심화되는 상황인 만큼, 각 대학 규모를 적절하게 조정할 필요성이 수차례 제기 된 바 있고, 비리로 점칠된 사학을 폐교시켜야 한다는 주장을 받아들였다는 점에서 의의가 있다.
이전 대학구조개혁평가와 비교하여, 지방 대학 차별을 종식시키기 위해, 1단계 평가에서 지방별 평가를 시행했다는 점도 긍정적인 평가를 받는 부분 중 하나이다.

### 부정
대학기본역량진단은 '대학 살생부' 등 결국 대학의 자율성과 창의성을 저해하고, 정부와 교육당국의 입맛에 맞게 대학을 개편시키는 조치라는 비판을 받고 있다. 이미 대학기본역량진단의 목적이 명시되어 있다는 점이 그러한 의견에 힘을 실어준다. 
대부분의 지표가 정량지표(숫자 등으로 계량화해서 평가가 가능한 지표)가 아닌 정성지표(계량화해서 평가할 수 없는 지표)가 대부분이라, 심사위원의 주관적인 평가 등이 결과에 영향을 끼칠 수 있다는 점 등도 비판 받고 있다.
지난 대학구조개혁평가와 마찬가지로, '지방대학 죽이기'라는 이야기가 나오고 있다. 일반대학 기준, 자율개선대학의 대부분이 수도권 대학(50개 대학)이고, 이는 부산, 울산, 대구, 광주, 강원, 경북, 경남, 전라, 제주 등 9개 권역의 자율개선대학 수(46개 대학)보다 많으며, 지방 권역중 가장 많은 대학이 선정된 세종, 대전, 충청의 자율개선대학 수(24개 대학)보다 2배가 넘는 수치이다. 그에 반하여 수도권의 역량강화대학과 재정지원제한대학 선정 대학 수는 여타 지방 권역과 다르지 않은 수이다.
기준을 잡기 너무 애매하다는 결함 역시 존재한다. 건실하다고 평가 받는 대학의 과반수 이상이 서울특별시에 집중적으로 모여있는 대한민국의 구조상 지방별로 균등하게 평가하자니 서울에 소재한 탄탄한 대학교가 단지 서울 내부에서만 순위가 밀린다는 이유로 정부재정지원제한대학으로 선정되며 반대로 정말로 대학의 수준별로 전체 평가를 하자니 지방에 소재한 대학교들의 성장을 저해하며 이 제도 자체를 시행하지 않자니 소위 '부실 대학'들이 난립하게 되는, 어떤 선택을 하더라도 결국은 결함이 발생한다는 문제점이 존재한다.

## 같이 보기
- 대학구조개혁평가
- 대한민국의 대학 목록
- 한국교육개발원
- 교원양성기관역량진단